# Jiang Shunfu
Dans ce nom, le nom de famille, Jiang, précède le nom personnel.
Jiang Shunfu (1453 - 1504) est un mandarin chinois de sixième rang du temps de l'empereur Ming Hongzhi durant la dynastie Ming. Il est surtout connu aujourd'hui pour un portrait de lui le montrant dans ses robes officielles, une des œuvres plus célèbres de cette époque.

## Source de la traduction
- (en) Cet article est partiellement ou en totalité issu de l’article de Wikipédia en anglais intitulé « Jiang Shunfu » (voir la liste des auteurs).